# Moshe Levinger
Moshe Levinger (en hébreu : משה לוינגר, né en 1935, Jérusalem - mort le 16 mai 2015 à Hebron) est un rabbin sioniste religieux qui est à partir de 1967 une figure du mouvement de colonisation des territoires conquis par Israël durant la guerre des Six Jours. Il est plus spécifiquement connu pour avoir dirigé le mouvement de colonisation à Hébron, en 1968, et pour sa participation au mouvement pro-colonisation, le Gush Emunim, fondé en 1974.

## Biographie
Il étudie à yechiva hardalit Mercaz HaRav à Jérusalem, sous la direction du rabbin Zvi Yehuda Kook. Il explique y avoir appris que « la terre d'Israël doit être aux mains du peuple Juif, pas seulement en y ayant des implantations, elle doit être sous souveraineté juive ».

## Mouvement de colonisation
Lors de la guerre des Six Jours, Levinger est le rabbin de Nehalim, moshav religieux situé aux environs de Petah Tikva. Il organise conjointement avec le mouvement pour l'ensemble de la terre d'Israël la réinstallation de Juifs dans le Goush Etzion, évacué en 1948, à la suite du massacre de Kfar Etzion. Il y a un désaccord sur le fait d'attendre l'accord du gouvernement pour entreprendre cette action mais Levinger déclare que le mouvement de colonisation doit commencer quoi qu'il en soit. Le gouvernement approuve l'élection d'un avant-poste militaire du Nahal sur ce site tout en gardant secret le fait que cette structure est destinée à des civils. Levinger ne fait pourtant pas partie de ces colons.
Il se rend à Hébron en 1968, juste après que la Cisjordanie a été conquise par Israël. Il loue des chambres dans un hôtel arabe afin d'y passer le séder de pessa'h et refuse ensuite de partir. À la suite de négociations avec le gouvernement israélien, il déménage avec sa famille et des sympathisants, s'installant à proximité, dans une ancienne base de l'armée, sur une colline au nord-est d'Hébron où il établit la colonie de Kiryat Arba.
En 1987, l'hebdomadaire israélien Hadashot demande à un panel de 22 personnalités israéliennes représentant l'ensemble du spectre politique de choisir « la personne de la génération, l'homme ou la femme ayant le plus d'influence sur la société israélienne depuis vingt ans. ». À la première place on retrouve ex æquo Menahem Begin et Levinger.
En 1992, Levinger crée un parti politique nommé "Tora Ve'eretz Yisrael" (Torah et terre d'Israël) qui participe aux élections israéliennes mais Levinger ne reçoit pas assez de suffrages pour pouvoir entrer à la Knesset. Les onze enfants et cinquante petits enfants de Levinger vivent pour la plupart en Cisjordanie. Sa femme ainsi que plusieurs de ces enfants sont aussi des activistes connus. À partir de l'an 2000, l'état de santé de Levinger se dégrade et il disparait du paysage politique israélien. En 2007, il est victime d'une attaque et se brise la hanche. Il meurt le 16 mai 2015. Ses funérailles ont lieu le lendemain, il est enterré à Hébron.

## Affaires judiciaires
Levinger a été arrêté et poursuivi au moins dix fois en relation avec des incidents à Kiryat Arba ou à Hébron à partir de 1975.
En juillet 1985, Levinger est condamné à payer une amende d'environ 15 000 $ et à trois mois de prison avec sursis pour être entré dans la maison d'une habitante de Hébron et s'en être pris à son fils de six ans. Levinger explique au magistrat de la cour de Jérusalem que le garçon avait jeté une pierre sur son fils.
En 1988, Levinger est inculpé dans deux affaires séparées liées à des évènements survenus à Hébron. Le 30 septembre 1988, un boutiquier palestinien est tué par arme à feu et l'un de ses clients est blessé. Levinger explique avoir seulement tiré en l'air pour se défendre face à des jeteurs de pierres. Il est accusé d'« homicide involontaire, de coups et blessures avec circonstances aggravantes et de destruction intentionnelle de biens privés ». Son procès débute en août 1989, malgré les protestations de 13 membres d'extrême droite de la Knesset et de centaines de sympathisants. Levinger plaide non coupable pour ce dont il est accusé mais accepte de plaider coupable pour l'accusation moins grave d'homicide par négligence. Il est condamné à cinq mois d'emprisonnement et sept mois avec sursis. Il reste 92 jours en prison. Lors de sa libération en août 1990, il déclare à la radio israélienne « Si je suis de nouveau en situation de danger, je ferais feu de nouveau. J'espère que la prochaine fois je serais plus prudent et que je ne manquerai pas ma cible ».
Dans une autre affaire concernant des faits survenus cinq mois avant l'affaire précédente, il est accusé d'avoir agressé une femme palestinienne et ses deux enfants après qu'un autre enfant arabe se soit moqué de sa fille. Lors du procès en mai 1989, le magistrat récuse le témoignage des témoins arabes au motif qu'ils sont parties prenantes et rejette aussi les témoignages de deux soldats israéliens présents au moment des faits. Six semaines après sa libération de prison, à la suite de l'affaire précédente, la cour de Jérusalem annule l'acquittement dont il a bénéficié pour cette affaire. Il est condamné à quatre mois de prison et à dix jours additionnels pour un éclat de colère devant la cour. Il passe deux mois en prison et à sa libération, en mars 1991, déclare :
« Au fil des ans, j'ai mené des dizaines d'actions et chacune d'entre elles était illégale. Il était utile de violer la loi, car toutes ces actions ont bénéficié à la terre d'Israël toute ensemble »
En juillet 1995, Levinger est condamné à sept mois de prison pour une altercation violente sur le site du tombeau des patriarches à Hébron, en septembre 1991. La cour établit que Levinger a fait tomber la barrière séparant les fidèles musulmans et juifs et agressé un officier de l'armée israélienne. Il reste quatre mois en prison.
En décembre 1995, Levinger est condamné à six mois de prison ferme et à six mois avec sursis pour une affaire datant de juin 1991. Il est reconnu coupable d'avoir fomenté une émeute au sein du marché de Hébron, d'avoir jeté par terre des étalages, d'avoir forcé des marchands à fermer boutique et d'avoir tiré des coups de feu avec son pistolet. Pour sa défense il explique s'être fait attaquer par des jeteurs de pierres.
En décembre 1997, Levinger est condamné à six mois de prison et à une amende de 2 300 $ pour avoir perturbé la prière des fidèles musulmans sur le tombeau des Patriarches, en 1994, et pour avoir empêché un officier de l'armée d'entrer à Kiryat Arba.